# Christel Ferrier-Bruneau
Christel Ferrier-Bruneau, née le 8 juillet 1979 à Montpellier, est une coureuse cycliste franco-canadienne. Jusqu'en 2013, elle court avec la nationalité française, puis sous licence canadienne depuis son retour à la compétition en fin d'année 2016.

## Biographie
Elle est notamment double championne de France sur route (2009 et 2011) et plusieurs fois médaillée aux championnats de France de cyclo-cross et de VTT. En 2017, elle devient championne du Canada de cyclo-cross.

## Palmarès sur route
- 2008
  - 2e du championnat de France sur route
  - 2e du Tour de Charente-Maritime
  - 13e de la course sur route des Jeux olympiques
- 2009
  -  Championne de France sur route
- 2010
  - Vainqueur de la Coupe de France féminine
  - Cholet-Pays de Loire
  - Ladies Berry Classic’s Cher
  - Grand Prix de France
  - 3e du championnat de France du contre-la-montre
- 2011
  -  Championne de France sur route
  - 2e de Cholet-Pays de Loire
  - 2e du championnat de France du contre-la-montre
  - 2e du GP Stad Roeselare
  - 3e du Tour de l'Ardèche
- 2013
  - Course en ligne des Jeux de la Francophonie

## Palmarès en cyclo-cross
- 2006-2007
  - 3e du championnat de France de cyclo-cross
- 2007-2008
  - Challenge de la France cycliste #3, Cap d'Agde
  - 3e du championnat de France de cyclo-cross
  - 4e du championnat du monde de cyclo-cross
  - 3e du championnat d'Europe de cyclo-cross
- 2008-2009
  - Vainqueur du Challenge la France cycliste
    - Challenge de la France cycliste #2, Le Creusot
    - Challenge de la France cycliste #3, Quelneuc

  - 2e du championnat de France de cyclo-cross
  - 4e du championnat d'Europe de cyclo-cross
  - 5e de la Coupe du monde cyclo-cross
- 2009-2010
  - Vainqueur du Challenge la France cycliste
    - Challenge de la France cycliste #1, Saint-Quentin
    - Challenge de la France cycliste #3, Quelneuc

  - 2e du championnat de France de cyclo-cross
  - 6e du championnat du monde de cyclo-cross
- 2010-2011
  - Vainqueur du Challenge la France cycliste
    - Challenge de la France cycliste #1, Saverne
    - Challenge de la France cycliste #2, Miramas
    - Challenge de la France cycliste #3, Saint-Jean-de-Monts

  - 3e du championnat de France de cyclo-cross
  - 7e de la Coupe du monde de cyclo-cross
  - 7e du championnat du monde de cyclo-cross
- 2012-2013
  - Nittany Lion Cross 2, Breinigsville
  - Radcross Illnau, Illnau
  - Challenge la France cycliste de cyclo-cross #2, Besançon
  - 3e du championnat de France de cyclo-cross
  - 8e de la Coupe du monde
- 2013-2014
  - Challenge la France Cycliste de Cyclo-Cross #1, Saint-Étienne
- 2016-2017
  - Nittany Lion Cross #1, Breinigsville
- 2017-2018
  -  Championne du Canada de cyclo-cross
  - Supercross #1, Suffern
  - Supercross #2, Suffern
  -  Médaillée de bronze du championnat panaméricain de cyclo-cross

## Palmarès en VTT
- 2007
  - 3e du championnat de France de cross-country
- 2010
  - 2e du championnat de France de relais par équipes
- 2011
  -  Championne de France de relais par équipes